# Marieme Ba
Marieme Ba (født 22. april 1998) er en kvindelig håndboldspiller fra Senegal. Hun spiller for US Alfortville og Senegals kvindehåndboldlandshold, som venstre back.
Hun deltog ved verdensmesterskabet i håndbold 2019 i Japan.